# Ruta Jacobea Primitiva
Se conoce como Ruta Jacobea Primitiva, Ruta Interior del Camino de Santiago del Norte o simplemente como Camino Primitivo al trayecto comprendido entre Oviedo y Santiago de Compostela. En la localidad de Mellid se une el Camino de Santiago Francés al Camino Primitivo.
No es casual el hecho de que la ruta sea conocida con el apelativo de "primitivo", pues fue precisamente el rey Alfonso II, posiblemente el primer peregrino conocido, quien al conocer la noticia del hallazgo del cuerpo del santo, tomó esta ruta hacia Compostela para ser testigo del suceso.
Mientras que la capital del Reino estuvo en Oviedo, la ciudad asturiana fue uno de los puntos neurálgicos de las peregrinaciones a Santiago. Una vez que ésta fue trasladada a León, la ruta de los franceses fue adquiriendo relevancia, convirtiéndose en la principal vía de peregrinación a la Ciudad Santa en detrimento de la anterior.
Reza una tradicional canción francesa que quien a Santiago de Compostela va en peregrinación y no visita la Catedral de Oviedo, dedicada al Salvador, "visita al Siervo y olvida al Señor". Es por esto que muchos de ellos optan, una vez llegados a León, por dirigir sus pasos hacia la capital asturiana a través del conocido como Camino de Santiago Real, encaminándose con posterioridad hacia la ciudad del Apóstol por esta ruta.
De la importancia de este Camino dan fe los numerosos hospitales de la ciudad de Lugo, y los seis, algunos muy vinculados al Camino, del municipio de Burón, hoy A Fonsagrada.
El recorrido del Camino Primitivo estándar se prolonga caminando entre 10 y 15 días.

## Trazado de la ruta

### Enlace del Camino de la Costa con Oviedo
| Población (municipio)                 | Provincia | A Santiago (km) |
| ------------------------------------- | --------- | --------------- |
| Bifurcación de caminos (Villaviciosa) | Asturias  | 358             |
| Ambás (Villaviciosa)                  | Asturias  | 355             |
| Valdediós (Villaviciosa)              | Asturias  | 352             |
| Alto de la Campa (Villaviciosa)       | Asturias  | 350             |
| Vega (Sariego)                        | Asturias  | 345             |
| Pola de Siero (Siero)                 | Asturias  | 336             |
| El Berrón (Siero)                     | Asturias  | 332             |
| Meres (Siero)                         | Asturias  | 327             |
| Colloto (Oviedo)                      | Asturias  | 324             |
| Oviedo                                | Asturias  | 319             |

### Ruta principal
| Población (municipio)                    | Provincia | A Santiago (km) |
| ---------------------------------------- | --------- | --------------- |
| Oviedo                                   | Asturias  | 319             |
| Loriana (Oviedo)                         | Asturias  | 313             |
| Valsera (Las Regueras)                   | Asturias  | 310             |
| Premoño (Las Regueras)                   | Asturias  | 306             |
| Peñaflor (Grado)                         | Asturias  | 300             |
| Grado                                    | Asturias  | 298             |
| Villapañada (Grado)                      | Asturias  | 295             |
| San Marcelo (Salas)                      | Asturias  | 291             |
| Santa Eulalia de las Dorigas (Salas)     | Asturias  | 290             |
| Cornellana (Salas)                       | Asturias  | 287             |
| Quintana (Salas)                         | Asturias  | 281             |
| Casazorrina (Salas)                      | Asturias  | 279             |
| Salas                                    | Asturias  | 276             |
| Porciles (Salas)                         | Asturias  | 271             |
| La Espina (Salas)                        | Asturias  | 269             |
| La Pereda (Tineo)                        | Asturias  | 268             |
| Pedregal (Tineo)                         | Asturias  | 265             |
| Tineo                                    | Asturias  | 258             |
| Monasterio de Obona (Tineo)              | Asturias  | 250             |
| Campiello (Tineo)                        | Asturias  | 245             |
| Borres (Tineo)                           | Asturias  | 239             |
| Bifurcación de la Ruta de los Hospitales | Asturias  | 237             |
| La Mortera (Tineo)                       | Asturias  | 236             |
| Alto de Porciles (Tineo)                 | Asturias  | 231             |
| Lavadoira (Tineo)                        | Asturias  | 229             |
| Pola de Allande                          | Asturias  | 226             |
| Puerto del Palo (Allande)                | Asturias  | 220             |
| Lago (Allande)                           | Asturias  | 214             |
| Berducedo (Allande)                      | Asturias  | 210             |
| La Mesa (Grandas de Salime)              | Asturias  | 205             |
| Buspol (Grandas de Salime)               | Asturias  | 203             |
| Salto de Salime (Grandas de Salime)      | Asturias  | 194             |
| Grandas de Salime                        | Asturias  | 187             |
| Malneira (Grandas de Salime)             | Asturias  | 183             |
| Castro (Grandas de Salime)               | Asturias  | 182             |
| Puerto El Acebo (Grandas de Salime)      | Asturias  | 174             |
| Fonfría (Fonsagrada)                     | Lugo      | 168             |
| Paradanova (Fonsagrada)                  | Lugo      | 164             |
| Fonsagrada                               | Lugo      | 162             |
| Padrón (Fonsagrada)                      | Lugo      | 160             |
| Pedrafitelas (Fonsagrada)                | Lugo      | 155             |
| Hospital de Montouto (Fonsagrada)        | Lugo      | 153             |
| Paradavella (Fonsagrada)                 | Lugo      | 149             |
| Lastra (Baleira)                         | Lugo      | 142             |
| Fontaneira (Baleira)                     | Lugo      | 139             |
| Cádavo (Baleira)                         | Lugo      | 133             |
| Pradeda (Baleira)                        | Lugo      | 128             |
| Villabad (Castroverde)                   | Lugo      | 125             |
| Castroverde                              | Lugo      | 124             |
| Carballido                               | Lugo      | 112             |
| Lugo                                     | Lugo      | 104             |
| Alto (Lugo)                              | Lugo      | 96              |
| Burgo (Lugo)                             | Lugo      | 94              |
| San Román de Retorta (Guntín)            | Lugo      | 84              |
| Ponte Ferreira (Palas de Rey)            | Lugo      | 74              |
| As Seixas (Palas de Rey)                 | Lugo      | 68              |
| O Hospital das Seixas (Palas de Rey)     | Lugo      | 66              |
| Villamor (Toques)                        | La Coruña | 61              |
| Mellid                                   | La Coruña | 54              |

### Variante de la Ruta de Hospitales
| Población (municipio)                            | Provincia | A Santiago (km) |
| ------------------------------------------------ | --------- | --------------- |
| Bifurcación de la Ruta de los Hospitales (Tineo) | Asturias  | 233             |
| Puerto del Palo (Allande)                        | Asturias  | 220             |

Esta variante es la más antigua y natural del Camino en este tramo ya que permite ahorrar unos kilómetros de recorrido y evita tener que bajar a Pola de Allande y luego ascender el duro Puerto del Palo. A cambio transita por el hermoso pero inhóspito paraje de la sierra de Fanfaraón, sin pueblos y en buena parte por encima de los 1100 m de altitud. En la Edad Media dos hospitales de peregrinos, los de Fanfaraón y Valparaíso, daban cobijo a los peregrinos que se aventuraban por este tramo y de ellos recibe esta variante su nombre. Pero los hospitales desaparecieron y actualmente no quedan más que algunos vestigios de ellos. Al tratarse de una ruta peligrosa en invierno o con mal tiempo, la ruta principal acabó bajando al fondo del valle, más resguardada y con núcleos de población.

### Variante de Santa María de Burón
| Población (municipio)             | Provincia | A Santiago (km) |
| --------------------------------- | --------- | --------------- |
| Paradanova (Fonsagrada)           | Lugo      |                 |
| Puebla de Burón (Fonsagrada)      | Lugo      |                 |
| Hospital de Montouto (Fonsagrada) | Lugo      | 153             |

Esta variante en vez de pasar por Fonsagrada se desvía poco antes en Paradanova y baja a la Puebla de Burón, localidad que fue la cabeza de la Tierra de Burón y del concejo homónimo hasta 1835, cuando la capitalidad del mismo pasó a Fonsagrada. De hecho esta variante fue la principal hasta el siglo XVIII. A pesar de discurrir por terrenos de menor altitud que la actual ruta principal, cayó en desuso por la importancia que tomó Fonsagrada como principal núcleo de población de la comarca.

## El Camino Primitivo en Asturias

### Oviedo
La ciudad de Oviedo y más concretamente su Catedral es el punto de partida del Camino Primitivo. Oviedo fue elegida capital y sede de la Corte del Reino de Asturias por el rey Alfonso II el Casto (791-842) en una fecha indeterminada de su reinado anterior a 812. Sobre una colina donde existía desde mediados del siglo VIII un monasterio dedicado a San Vicente, el rey asturiano fundó su capital construyendo varias iglesias y un palacio. Alfonso II fue un rey muy interesado en la promoción del culto a los santos. Dotó a la capilla de San Salvador, construida probablemente por su padre Fruela I, de importantes reliquias como el paño que cubrió a Jesucristo antes de la resurrección. La tradición también atribuye al reinado de Alfonso II el descubrimiento del sepulcro del Apóstol Santiago en Compostela en 814. Alfonso II es considerado el primer peregrino a Compostela debido a que realizó la ruta de peregrinación desde su capital de Oviedo hasta la tumba del apóstol en Compostela. Este es considerado el origen del Camino Primitivo.
El Camino Primitivo parte de la Catedral de San Salvador de Oviedo, erigida en el siglo XIII en el emplazamiento que ocupaba el antiguo complejo palatino de Alfonso II y de sus sucesores en el trono de Asturias (siglos IX y X). Oviedo conserva importantes monumentos prerrománicos de la época de la monarquía astur. El más notable de ellos es la Cámara Santa (siglo IX), edificio englobado actualmente dentro del conjunto de la Catedral de Oviedo y atribuido al reinado de Alfonso II. En la Edad Media la Cámara Santa, debido a las numerosas reliquias santas que albergaba, se convirtió en el segundo centro de peregrinaje más importante de España, después de Santiago de Compostela. Se haría famoso el dicho «Quien va a Santiago y no a San Salvador, visita al criado pero no al señor» en referencia al patrón ovetense y la importancia de este lugar como centro de peregrinación. En Oviedo se encuentran otros monumentos prerrománicos de importancia construidos por los reyes asturianos; Santa María de Naranco, San Miguel de Lillo y San Julián de los Prados. Los dos primeros se encuentran en el monte Naranco que domina la ciudad y el tercero a poco más de un kilómetro de la catedral, dentro de la actual ciudad moderna. También es destacable en Oviedo la fuente de Foncalada. Todos estos monumentos prerrománicos asturianos, junto con la iglesia de Santa Cristina de Lena fueron declarados Patrimonio de la Humanidad entre 1985 y 1998 bajo la denominación Monumentos de Oviedo y del Reino de Asturias.
El Camino atraviesa actualmente el casco histórico de la ciudad y por barrios más modernos sale de la ciudad por su parte noroeste hasta llegar al antiguo camino de Pontón de Riello, hoy asfaltado. Siguiendo las laderas del monte Naranco, el camino sigue en dirección a San Lázaro de Paniceres y Las Campas. Pasa junto a la ermita del Carmen en Lampajúa (Llampaxuga), en la parroquia de Loriana y luego desciende por La Pipera y la Bolguina hasta llegar al cauce del río Nora.
El río Nora es atravesado por el Puente de Gallegos, un puente medieval documentado desde el siglo XIII y cuya estructura actual data el siglo XV. El puente fue destruido durante la Revolución de Asturias de 1934 y posteriormente reedificado. Actualmente está peatonalizado y adornado de una moderna escultura. Este río marca el límite entre el concejo de Oviedo y el vecino concejo de Las Regueras.

### Las Regueras
Tras cruzar el río Nora, el camino entra en el concejo de Las Regueras atravesando Gallegos, un barrio de la parroquia de Valsera. Una vez dejado atrás Gallegos se interna en un bosque llamado en asturiano El Castañéu del Soldáu, pasa junto al Molino de Quintos y asciende hasta la antigua Venta de Escamplero (L'Escampleru) situada en el alto de Las Regueras (247 m). En la encrucijada de este alto hay documentados sucesivamente un monasterio, el de San Martín (de 978 al siglo XI), un hospital de peregrinos (que funcionaba desde al menos el siglo XV pero que cerró en el siglo XVIII) y finalmente la hospedería, cuyo nombre ha llegado hasta nuestros días. La ruta sigue en dirección a Santullano a través de la iglesia de Santa María de Valsera y el moderno albergue de peregrinos de «El Escamplero» ubicado en unas antiguas escuelas.
Después de la Venta de Escamplero, el camino pasa junto a los lugares de Taraniello, La Rabaza, Picarín y llega a Premoño, ya en la parroquia de Valduno. En la Edad Media el pueblo de Premoño albergaba un hospital para peregrinos que cerró sus puertas en el siglo XVIII. Existe un edificio del pueblo utilizado como vivienda particular por varias familias conocido como Casona de la Portalada que es identificado como el edificio que ocupaba aquel hospital. El pueblo conserva también la capilla de Santa Ana (siglo XV), que tal vez formó parte de aquel hospital.
Cuatrocientos metros después de la capilla, un camino que sale por la derecha desciende hacia el valle de Ardaje y las casas de La Fuente. El camino gira posteriormente a la izquierda en dirección a Paladín donde atraviesa el río Soto. Luego el camino pasa junto a los lugares de Puerma, El Fornu y Carril; y siguiendo paralelo al Nalón sale del concejo al atravesar el arroyo Laracha poco antes de llegar al Puente de Peñaflor.

### Candamo y Grado
El Camino Primitivo pasa en un breve tramo de unos 500 metros por el concejo de Candamo. Es en la aldea de Puente de Peñaflor de la parroquia de Cuero, justo antes de atravesar el río Nalón y entrar en Grado a través del puente homónimo.
El Puente de Peñaflor es un puente de estilo románico documentado en 1144, pero cuya fábrica actual data de la Baja Edad Media. Al otro lado del río, ya en el concejo de Grado, se encuentra el lugar de Peñaflor, que alberga la iglesia parroquial de San Juan, que conserva parte de sus estructuras románicas.

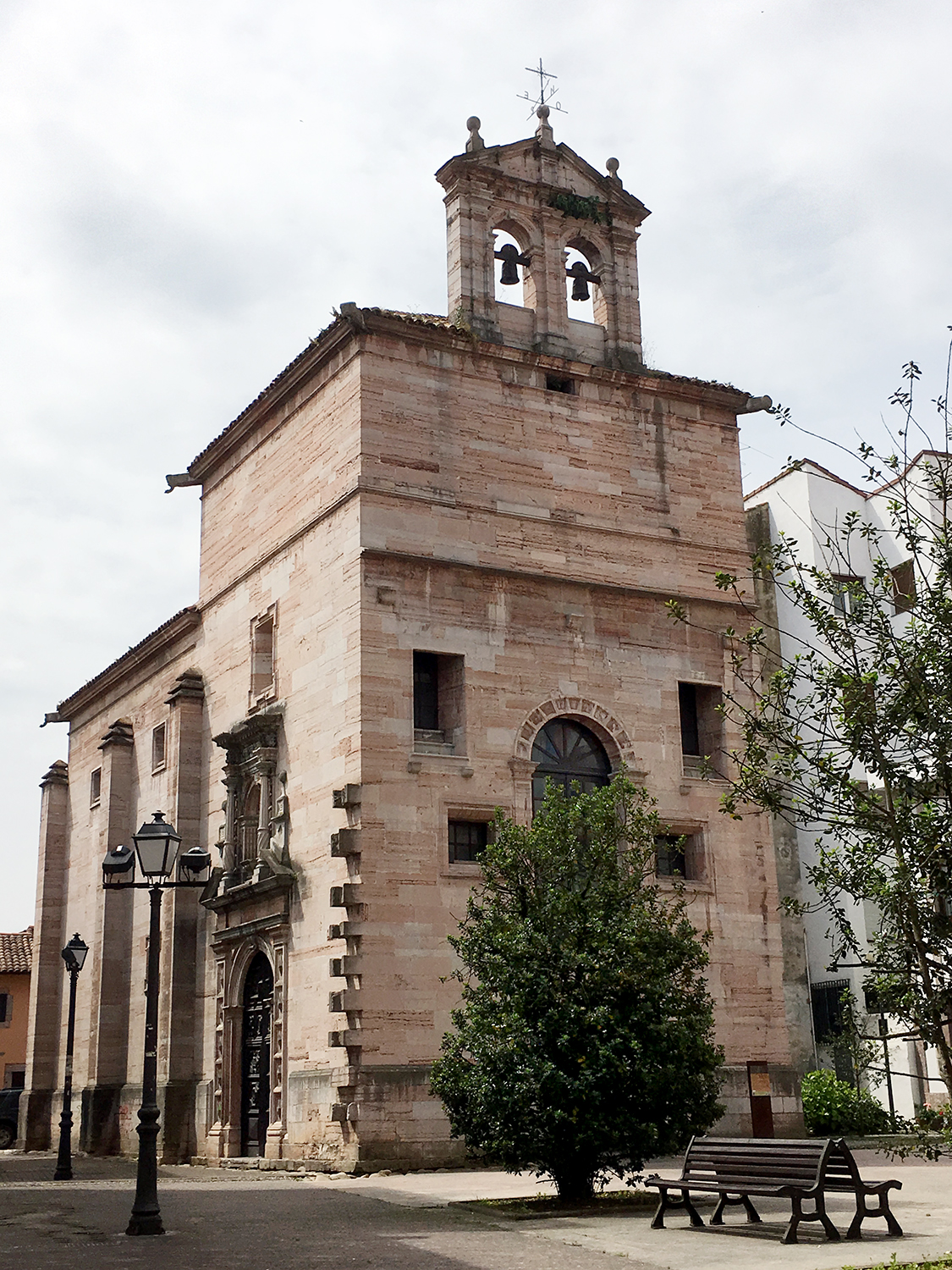
Capilla de los Dolores de Grado.

A lo largo del fértil valle de Peñaflor el camino atraviesa una rica zona agrícola cuya actividad se remonta a la Edad Media hasta llegar a la villa de Grado (Grau), la capital del concejo homónimo. Grado es uno de los finales de etapa típicos del Camino. Su origen se encuentra precisamente en el peregrinaje a Compostela y en el desarrollo urbano promocionado por la monarquía en la Edad Media. En el siglo XIII el rey Alfonso X otorgó a Grado su primer fuero municipal. Su centro urbano conserva la traza de su organización medieval incluyendo varias secciones de las murallas que rodeaban la localidad. El camino entra en Grado a través de la capilla de San Pelayo y el antiguo barrio del mismo nombre; atraviesa el casco histórico y sale por el barrio de la Cruz, llamado así por un antiguo calvario de piedra. Entre los monumentos más destacados de la villa se encuentran la Capilla de los Dolores (siglo XVIII) de estilo barroco y el Palacio de Miranda-Valdecarzana (siglo XVII).
Tras abandonar el paisaje urbano de Grado y adentrarnos en el medio rural se inicia el ascenso del puerto de San Juan de Villapañada que se culmina alcanzado la aldea de El Fresno (El Freisnu) en la parroquia del mismo nombre. En la Edad Media los caballeros de la Orden de San Juan de Jerusalén gestionaban un hospital de peregrinos y en la actualidad un albergue de peregrinos ubicado en las antiguas escuelas de San Juan de Villapañada prosigue esta tradición. Después del albergue el camino transita por un tramo que conserva vestigios de su calzada original y pasa por aldeas que llevan nombres como La Venta del Cuerno o La Venta. El Fresno, en lo alto del puerto, es un nudo caminero importante ya que aquí se cruzaba el Camino de Santiago con la Vía de la Mesa. Esta fue la razón de que aquí se erigiera la iglesia de Santa María del Fresno, cuya imagen de la Virgen del Fresno posee gran devoción en la zona. El límite entre Grado y el vecino concejo de Salas se encuentra en el mismo alto por lo que al iniciar el descenso el caminante se interna en el concejo de Salas.

### Grandas de Salime
Grandas de Salime es el último concejo asturiano por el que transita el Camino Primitivo, en un tramo que se prolonga por algo más de 30 km. Desde Berducedo el camino lleva a la aldea de La Mesa (A Mesa) (864 m), capital de la parroquia homónima, que conserva su templo parroquial desde el siglo XVII, la iglesia de Santa María Magdalena. Esta aldea cuenta con un albergue municipal de peregrinos con capacidad para 14 plazas. El camino sigue ascendiendo por una fuerte pendiente volviendo a internarse durante un breve tramo en el concejo de Allande al bordear la peña de Buspol. Tras franquearla y descender unos metros se alcanza el lugar de Buspol (974 m), siguiente hito del Camino. Buspol tuvo un hospital de peregrinos del que permanece como recuerdo la capilla de Santa Marina y la Magdalena, convertida en ermita y situada a la salida del lugar.

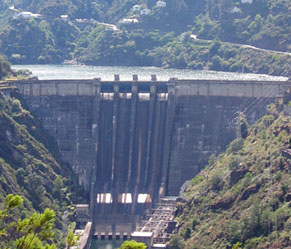
Presa de Salime.

El camino acomete un prolongado descenso en este punto hacia el valle del río Navia. El Camino histórico bajaba hacia el pueblo de Salime y atravesaba el río Navia por su famoso puente. Sin embargo Salime desapareció en 1956 bajo las aguas del embalse de Salime. Seguir esta ruta obligaría actualmente al peregrino a atravesar el embalse en barca por lo que la inmensa mayoría de los peregrinos actuales, desde Buspol, se desvían en dirección noreste hacia la aldea allandesa de Murias volviendo a internarse en tierras de este concejo y antes de llegar a ella, bajan hacia la presa de Salime, por cuya carretera cruzan el Navia. Por esta ruta moderna, tras cruzar la presa, se transita durante unos 200 metros por tierras del concejo de Pesoz y se asciende luego por la carretera hacia Grandas de Salime. A media subida la variante moderna del camino se reencuentra con el camino histórico que viene desde la antigua Salime y desde las orillas del actual embalse.
Grandas (562 m), capital del concejo y de la parroquia homónimas es una villa con una población actual que ronda los 600 habitantes. Su historia está ligada al Camino Primitivo, ya que en 1222 el rey Alfonso IX concedió un privilegio a la villa por el cual se obligaba a los peregrinos a atravesarla. Dentro del patrimonio de Grandas destacan la iglesia parroquial de San Salvador, que contiene estructuras románicas, góticas y barrocas; y el Museo Etnográfico de Grandas de Salime,fundado en 1986 y por tanto el más antiguo de Asturias. El museo se encuentra en la antigua casa rectoral del siglo XIX que fue rehabilitada para su uso museístico. El museo cuenta una colección de elementos característicos del medio rural asturiano y reproducciones de diferentes espacios tradicionales, como una tienda de comestibles, una barbería, una sastrería así como habitaciones de una casa típica asturiana. La villa cuenta actualmente con un albergue de peregrinos municipal.
Tras salir de Grandas el Camino atraviesa por varias núcleos de población tradicionales, como la caseria de La Farrapa (A Farrapa), Xuntacasa o las aldeas de Cereijeira (Cereixeira) y Malneira.. Entre estas dos últimas aldeas se encuentra una necrópolis neolítica, que atestigua la antigüedad de la presencia humana a lo largo del Camino. Malneira alberga también una ermita dedicada a la Virgen de la Esperanza.
La siguiente aldea del camino es Castro (671 m), situada junto al lugar que alberga un antiguo castro que data Edad de Hierro, el Castro de Chao Samartín. Este castro viene siendo excavado sistemáticas desde 1990, su yacimiento es visitable y cuenta con un museo. Después de Castro se pasa por la aldea de Padraira. Esta aldea albergó un hospital para leprosos que dependía de la colegiata de Grandas. La ermita de San Lázaro en Padraira, reconstruida en 1698, se encontraba junto al antiguo hospital cuyos vestigios se han identificado recientemente.
En su último tramo por este concejo, el camino se interna en la parroquia de Peñafuente, atravesando el lugar de Gestoselo (Xestoselo) y la aldea de Peñafuente (Penafonte), donde se encuentra la iglesia parroquial de Santa María Magdalena, construida en 1605. Desde Peñafuente se inicia la ascensión al Puerto del Acebo. El camino flanquea el monte Zarro y subiendo por el Monte de la Curiscada o Pico Cuia alcanza dicho puerto situado a 1030m. También se puede llegar por el lugar de Bustelo del Camino. El Puerto del Acebo marca límite actual entre las regiones de Galicia y Asturias.

## El Camino Primitivo en Galicia
En Galicia, al Camino Primitivo se le denomina también Camiño de Oviedo o Camin de Ovedo, remontándose estos topónimos a la Edad Media.
El Camino entra en Galicia por el Puerto del Acebo (O Acebo), desde donde se puede contemplar una cumbre mítica, Pedras Apañadas (1204m), donde los romanos excavaron majestuosas galerías para la extracción de oro.
Una antigua pista rodeada de necrópolis neolíticas conduce desde el puerto hasta el Hospital de Fonfría. El hospital estuvo ocupado por caballeros de la Orden de San Juan de Jerusalén, como se evidencia por una Cruz de Malta en el interior del edificio.
El siguiente trecho del camino bautizado como "Camino del Rey" (Camiño Real) atraviesa una zona muy rica en arquitectura religiosa, destacando, la Capilla de San Cosme de Barbeitos, la ermita de Santa Bárbara do Camiño en el pueblo de Silvela y la capilla de Santa Cruz, que colinda con el cruce de Paradanova.

### Variante de Santa María de Burón
En Paradanova el Camino Primitivo descendía por el robledal de Carballeira da Costa y a través de la fuente Fonte da Pousa hasta llegar a la Puebla de Burón (A Pobra do Burón). En la Edad Media esta villa fue una de las principales etapas del Camino Primitivo entre Oviedo y Santiago de Compostela. La fortaleza que domina este bello valle fue cedida por la Casa de Lemos a la de Altamira y fue reconstruida en el siglo XV, después de la Revuelta Irmandiña. Los peregrinos tenían la costumbre de pasar noche en alguno de los hospitales que tenía la villa, el de la Santa Trinidad, fundado en 1338, el de la Reina o el de Santiago, documentados estos dos desde al menos 1384.
La ruta dejaba la Puebla de Burón atravesando la capilla de San José. A través de una antigua calle empinada se alcanzaba el complejo de las leproserías.En un extremo de este complejo una vez estuvo la Iglesia Románica de Bastida (A Bastida), que perteneció a la Orden de San Juan de Puertomarín. En los alrededores podemos adivinar el emplazamiento del Hospital de San Lázaro, así como las llamadas Huertas de San Lázaro (Hortas de San Lázaro), terrenos de cultivo que pertenecían al hospital. Las casas de los leprosos estaban situadas lejos, en una colina, según las costumbres de la época.
Los peregrinos debían proseguir por el tramo bautizado como "Camino de Misa" (Camin de Misa) que ascendía hacia las cumbres de Muradal, pasando por Xestoso de Palfito (actual Xestoso de Riba) , que albergaba otra leprosería románica, formada principalmente por la capilla de San Lázaro y una forja que cerró sus puertas en el siglo XX.
El camino seguía ascendiendo hacia Muradal, en dirección a la sierra de Laguna Seca, pasando por Lomba das Modorras. Después de la cumbre a unos 1000 metros de altitud, el camino descendía hacia Montouto.
La sierra de Montouto está salpicada con restos neolíticos. Se han contabilizado una veintena de túmulos. Además existe un menhir llamado Pedra Labrada por los pastores de la comarca que se utiliza como baliza del camino y bienvenida a los peregrinos. En 1357 Pedro I el Cruel fundó el Hospital Real de Santiago de Montouto "en el camino primitivo de los peregrinos a Compostela", que "es una tierra despoblada donde los pobres se morían en la nieve" según las palabras de Felipe II en 1586. En el siglo XVII el hospital fue trasladado a una ubicación situada a menor altitud.

### Variante de Fonsagrada
De Paradanova salía un ramal del camino que llegaba directamente al Hospital de Montouto sin pasar por la Puebla de Burón y transitando por una ruta más corta pero más alta. De Paradanova el camino ascendía hasta llegar a los restos romanos de "Fontem Albei" una antigua etapa en el camino entre Lucus Asturum (actual Lugo de Llanera en Asturias) y Lucus Augusti (actual Lugo) datada en el siglo IV. El lugar tenía una fuente sagrada adorada por los paganos. Con la cristianización el lugar se mantuvo como sitio sagrado al construirse una ermita en la ubicación de la fuente, Nuestra Señora de Fonsagrada, sustituida más tarde por la iglesia parroquial de Santa María. Un viejo albergue se construyó también cerca de la ermita y la fuente que acogía peregrinos. Este es el origen de la localidad de Fonsagrada (A Fonsagrada). Esta creció en la Edad Moderna hasta convertirse en el núcleo de población más importante de la comarca y llegar a desplazar en el siglo XVIII la ruta original que pasaba por Puebla de Burón. Actualmente la ruta principal del Camino Primitivo transita por Fonsagrada en vez de hacerlo por Puebla de Burón.
El Camino de Santiago sigue la calle principal de Fonsagrada, la Rua Mayor, en su casco histórico. Luego tomó el llamado Camin do Calvario en dirección a la vecina parroquia de Padrón, lugar que estuvo a cargo de la Orden de San Juan hasta 1874 y donde actualmente hay un albergue. A continuación el camino sigue hasta llegar al cruce de Santa Cruz de donde partes caminos que acceden a las capillas de San Isidro de Vilardongo y Santiago de Pedrafitelas. La llamada Fonte do Hospital acoge a los peregrinos cuando llegan a Hospital de Montouto, lugar donde se reúnen las dos secciones de la ruta original.

### Baleira
El Camino Primitivo sigue la vía llamada "Via Calciata" o simplemente Calzada, que lleva al concejo de Baleira. a una altitud media entre 700 y 800 metros a lo largo de las sierras de A Lastra, O Pozo y O Mirador. La primera parroquia dentro de Baleira es Degolada, cuyo nombre proviene de Parata Decollada,nombre que figura en 1276 como límite occidental en la demarcación del antiguo Condado Naviensis.
La siguiente parroquia es Lastra, que acoge una iglesia de la Orden de San Juan y es un pueblo típico de la media montaña gallega, erigido en una zona donde había un importante tránsito de peregrinos. Para subir a Santiago de Fontaneira desde Lastra el camino sigue la vertiente sur del pico O Picato y por las aldeas de O Espiñeiro y A Rodela alcanza un paso a 1000 metros de altitud, A Pena Vieira. El camino atraviesa esta cumbre por un pasaje estrecho tallado en la roca y conocido como Penedo Apertado.
Santiago de Fontaneira (A Fontaneira) es una aldea que destaca por su valor etnográfico, ya que ha conservado bien su arquitectura tradicional: pallozas, hórreos y pajares de planta circular en mampostería, cubiertos de paja de centeno. En medio de todas estas construcciones tradicionales está la iglesia parroquial que posee una efigie de Santiago Matamoros. La iglesia actual es el resultado de las reformas realizadas en la capilla del antiguo albergue de peregrinos que se ubicaba aquí y que era regentada por una pequeña comunidad religiosa.
El Primitivo Camino de Santiago desde Fontaneira continuaba por el Monte das Cruces, donde se ubicaba el antiguo camposanto, antes de alcanzar el Campo da Matanza, que da paso a la amplia meseta en la que a finales del siglo XIX fueron encontrados varias sepulturas y viejas armaduras, espadas y broqueles, lo que ha disparado diversas tesis en relación con la disputa de una batalla a principios del siglo IX en tan emblemático lugar a veces relacionada con los mouros, seres mitológicos gallegos incorrectamente asociados con los moros o musulmanes. El camino que en este tramo es llamado Carrileira de Santiago baja a la localidad de Cádavo a través de este lugar y de la necrópolis neolítica de A Medorra. La calzada medieval de los peregrinos se asomaba a Cádavo descendiendo encajonado entre las sierras de O Pazo y A Vaqueriza, Actualmente recibe a los peregrinos en Cádavo un moderno albergue de 22 camas. El Camino Primitivo se une al Camin Vello o da Feira, para llegar a Cádavo, que desde 1900 es la capital del concejo de Baleira.
Antiguamente el camino pasaba por la parroquia de A Esperela, 800 metros al sur de Cádavo. Un diploma del año 857 menciona como los peregrinos se detenían en esta población, en el Monasterio de San Pedro. Esta antigua fundación monástica fue reemplazada por una iglesia románica, que a su vez fue reformada a mediados del siglo XVIII dando lugar a la actual iglesia parroquial de San Pedro.
El Camino Primitivo abandona Cádavo para subir al puerto de A Vaqueriza, a través del valle de Pradeda y de su ermita de Los Remedios. El camino llega a la parte superior del alto de la Cruz de Pedra, a más de ochocientos metros de altitud. Este nombre se debe a un poco calvario que fue erigido en 1866 para marcar el límite del municipio de Castroverde en el Camiño Vello.

## Patrimonio de la ruta
Las ciudades milenarias de Oviedo y Lugo son el estandarte artístico y monumental de esta ruta de peregrinación, que se ve salpicada de auténticas joyas naturales y culturales para deleite del viajero.

### Patrimonio natural y paisajístico
- Nada más comenzar la ruta, hallamos uno de los más bellos parajes de la ruta. Se trata del Desfiladero de Peñaflor en el concejo de Grado.
- A lo largo del recorrido encontramos numerosos ejemplares arbóreos convertidos en verdaderos testigos de la Historia. Robles y tejos milenarios crecen en las proximidades de muchos templos como vestigio de las poblaciones celtas que establecían sus lugares de culto en las proximidades de algún árbol al que dotaban de significado sagrado.
- De entre todos los ricos paisajes de la ruta, destaca el territorio abarcado por el concejo asturiano de Allande declarado casi en su totalidad como Monumento Natural.
- La presa hidroeléctrica conocida como Salto de Salime, da al viajero la oportunidad de contemplar una moderna obra de ingeniería integrada en un bello paisaje natural, proporcionando una imagen de gran impacto visual.

### Patrimonio arqueológico
- Las comarcas asturianas y gallegas son tremendamente ricas en yacimientos megalíticos y fortificaciones castrenses. Esta ruta no está exenta de tales vestigios y durante el recorrido, el peregrino podrá deleitarse con algunos de los existentes como el Dólmen de Filadoira, el Castro de San Gil, ambos en Pola de Allande, o el Castro de Chao Samartín, cercano a Grandas de Salime.
- Pero sin duda alguna la más impresionante riqueza arqueológica de la ruta la constituyen los vestigios de la ciudad romana de Lucus Augusti, la actual Lugo.

### Patrimonio artístico y monumental
- Como es común a la mayoría de las rutas jacobeas, la arquitectura religiosa es la que adquiere mayor significado monumental. Entre los más importantes templos y edificios religiosos que el peregrino puede visitar se encuentran:
  - Catedral de Santa María en Lugo.
  - Catedral de San Salvador en Oviedo.
  - Monasterio de San Salvador en Cornellana.
  - Monasterio de Santa María la Real en Obona.
  - Monasterio de San Vicente en Oviedo.
  - Colegiata de Santa María la Mayor en Salas.
  - Iglesia de San Pedro en Grado.
  - Iglesia de San Julián de los Prados en Oviedo.
  - Iglesia de San Tirso en Oviedo.
  - Iglesia de Santa María del Naranco en Oviedo.
  - Iglesia de San Juan en Peñaflor.
  - Capilla de los Dolores en Grado.
  - Capilla de San Pascual en La Mortera.
  - Cámara Santa en Oviedo.
  - Capilla de la Balesquida en Oviedo.
  - Capilla de San Miguel de Lillo en Oviedo.
- Pero no se quedan estas localidades sin las grandes casas señoriales y edificios residenciales que muestran el esplendor económico y social de las mismas tanto en el presente como en el pasado. Algunos de los ejemplos más significativos son:
  - Palacio de Miranda-Valdecarzana en Grado.
  - Torre de Villanueva en Grado.
  - Ruinas del Palacio de los Maldonado en La Mortera.
  - Casa del Deán Payarinos en Oviedo.
  - Palacio de Velarde en Oviedo.
  - Casa de la Obispalía en Peñaflor.
  - Palacio de Cienfuegos de Peñalba en Pola de Allande.
  - Palacio Valdés-Salas en Salas.
  - Palacio de Doriga en Salas.
  - Palacio de los García en Tineo.
- Puentes como el romano de Lugo y el románico de Peñaflor, la monumental Fuente de Foncalada en Oviedo o el Acueducto de los Pilares también en la capital asturiana son ejemplos de construcciones civiles destinadas a lo largo de los siglos a dotar a estas poblaciones de las infraestructuras necesarias.
- Otras construcciones públicas destinadas al servicio de los ciudadanos que han llegado hasta nuestros días convertidas en auténticos monumentos arquitectónicos son los ayuntamientos de Lugo, Salas o Tineo y la Antigua Prisión Provincial de Asturias en Oviedo.
- El recinto amurallado de Lugo forma parte de los bienes culturales inscritos por la Unesco en la relación del Patrimonio Mundial de la Humanidad, pero también la Muralla medieval de Oviedo merece ser destacada entre las construcciones defensivas que podemos admirar a lo largo del camino.

### Patrimonio cultural y popular
- Entre los interesantes museos que pueden visitarse en las localidades visitadas, sirven como ejemplo éstos:
  - Museo provincial en Lugo.
  - Museo Arqueológico de Asturias en Oviedo.
  - Museo de Bellas Artes de Asturias en Oviedo.
  - Museo Diocesano en Oviedo.
  - Museo de Arte Sacro en Tineo.
- Otros edificios e instituciones de interés cultural son:
  - Universidad en Oviedo.
  - Palacio de Congresos Princesa Letizia en Oviedo.
  - Premios Príncipe de Asturias en Oviedo.
  - Teatro Campoamor en Oviedo.

## Galería de imágenes
- Wikimedia Commons alberga una categoría multimedia sobre Ruta Jacobea Primitiva.

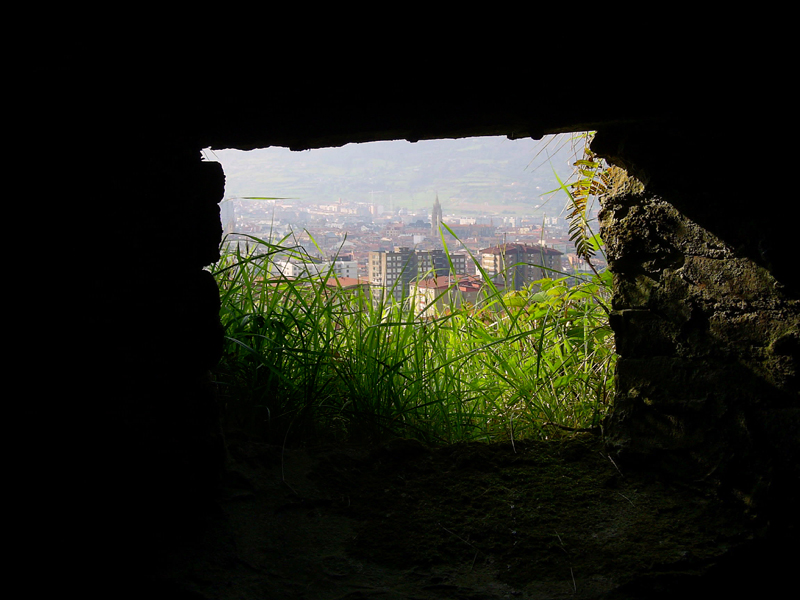
Oviedo (Asturias)
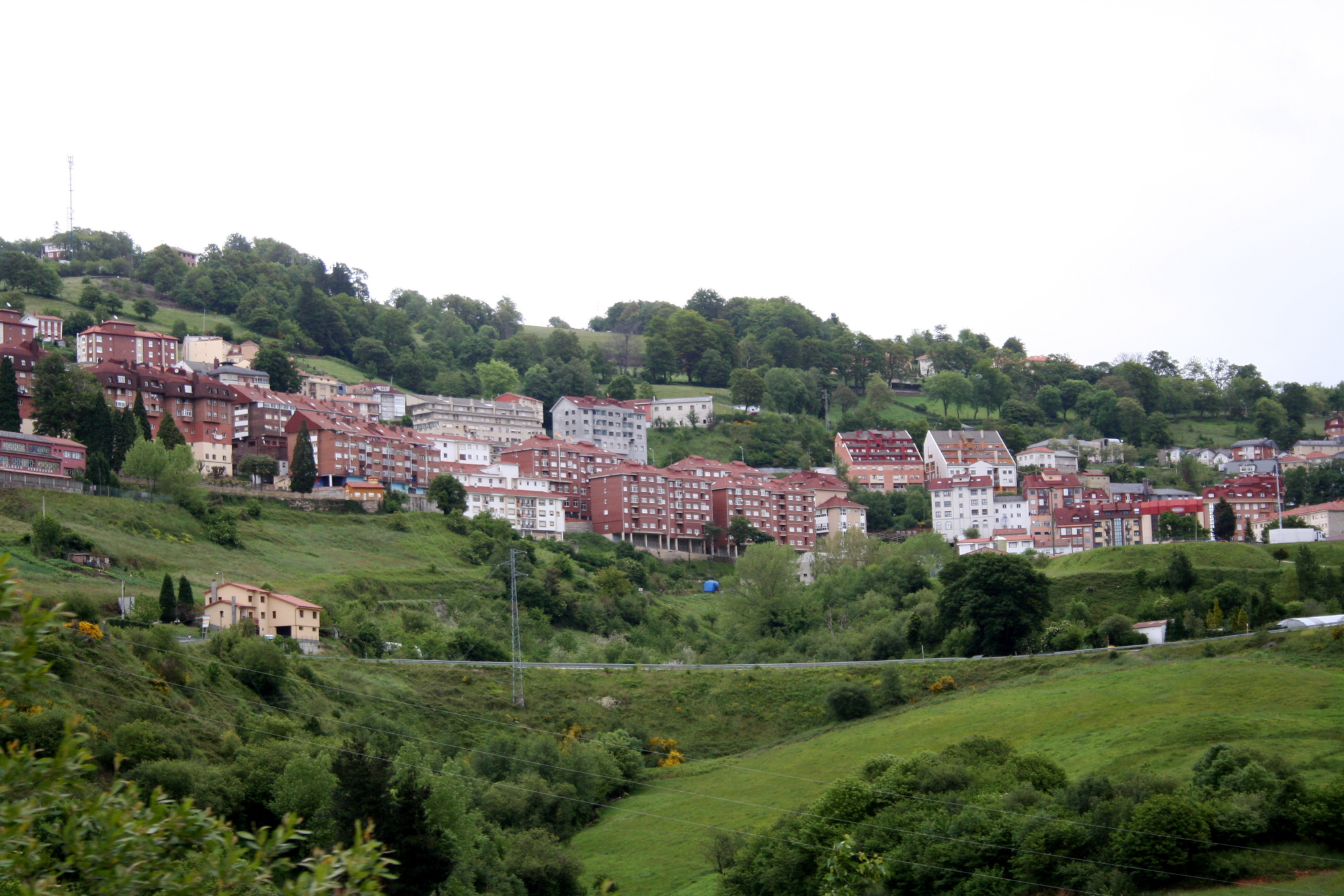
Tineo (Asturias)
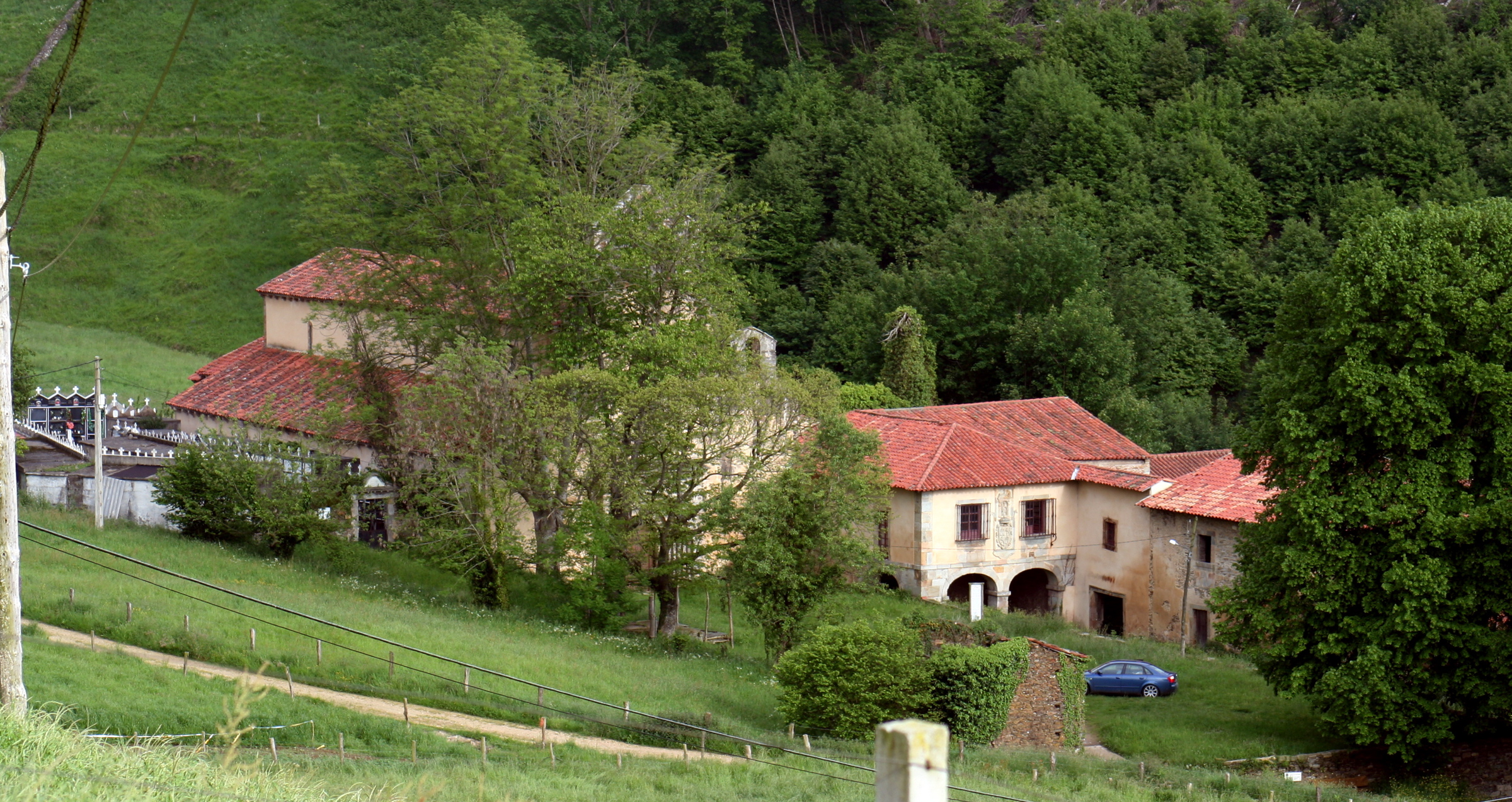
Obona (Asturias)
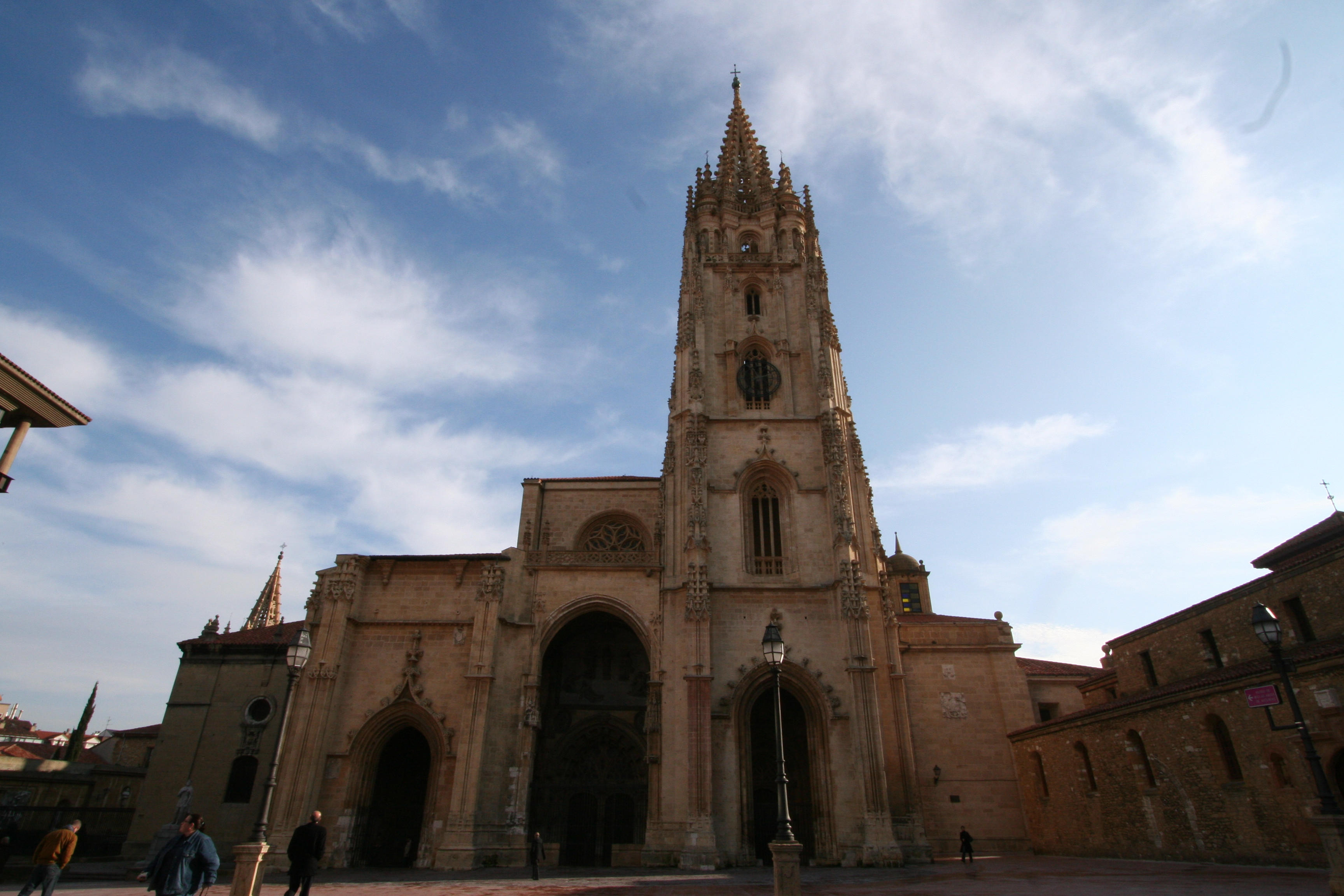
Catedral del Salvador en Oviedo
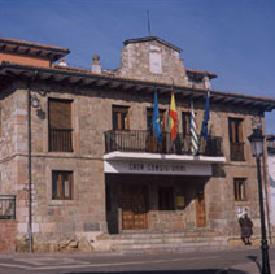
Ayuntamiento de Las Regueros en Santullano
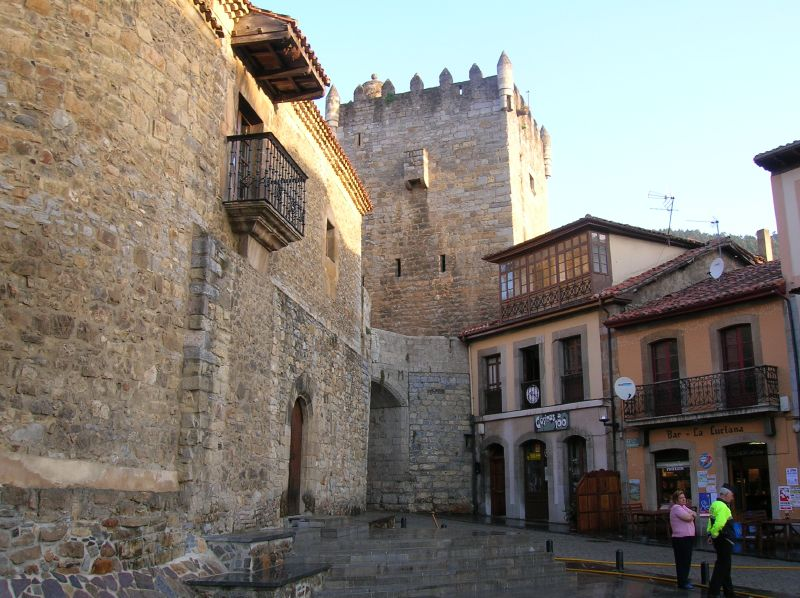
Palacio Valdés-Salas en Salas
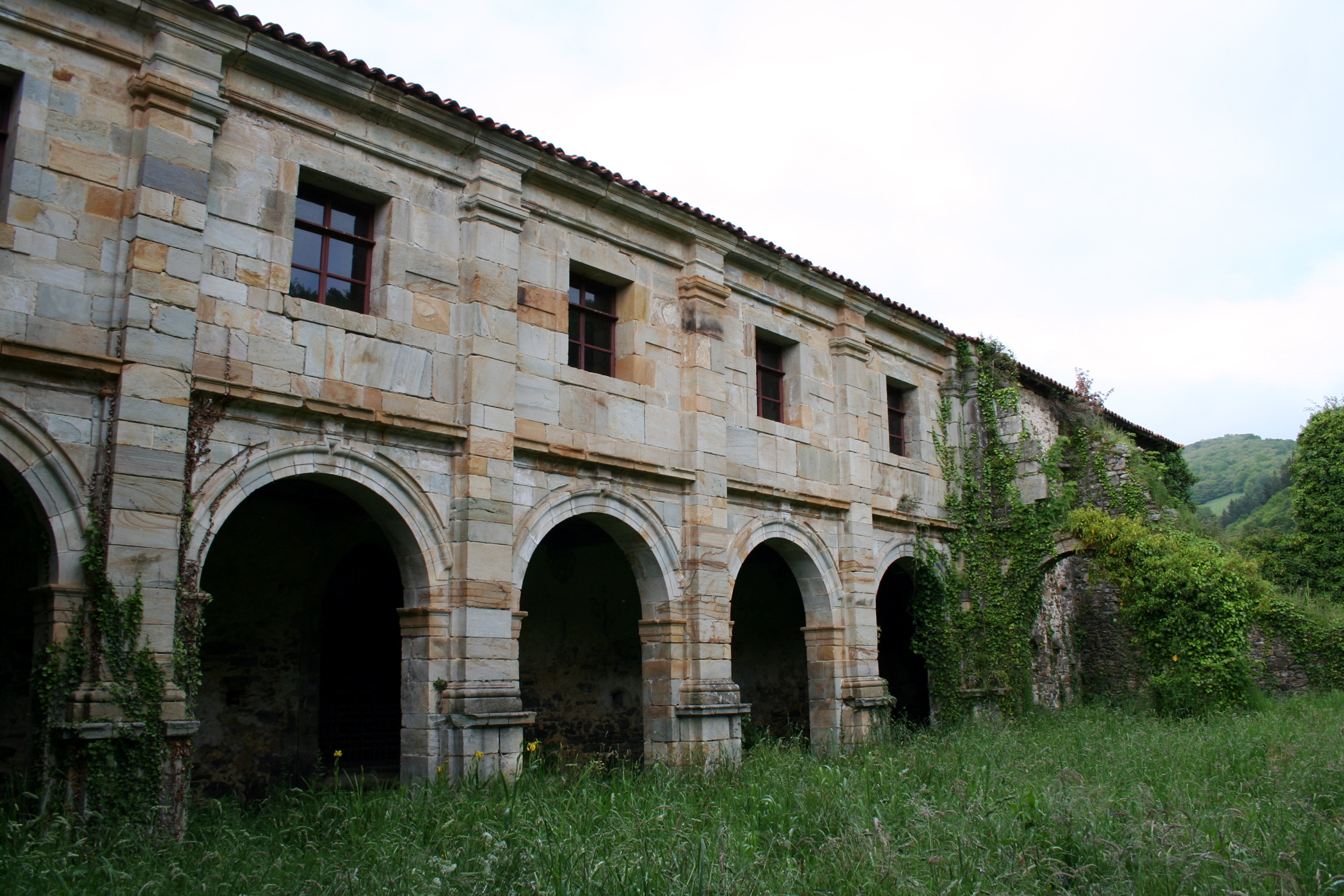
Claustro del Monasterio de Santa María la Real de Obona
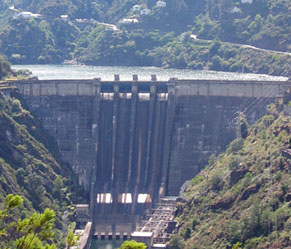
Presa hidroeléctrica "Salto de Salime"
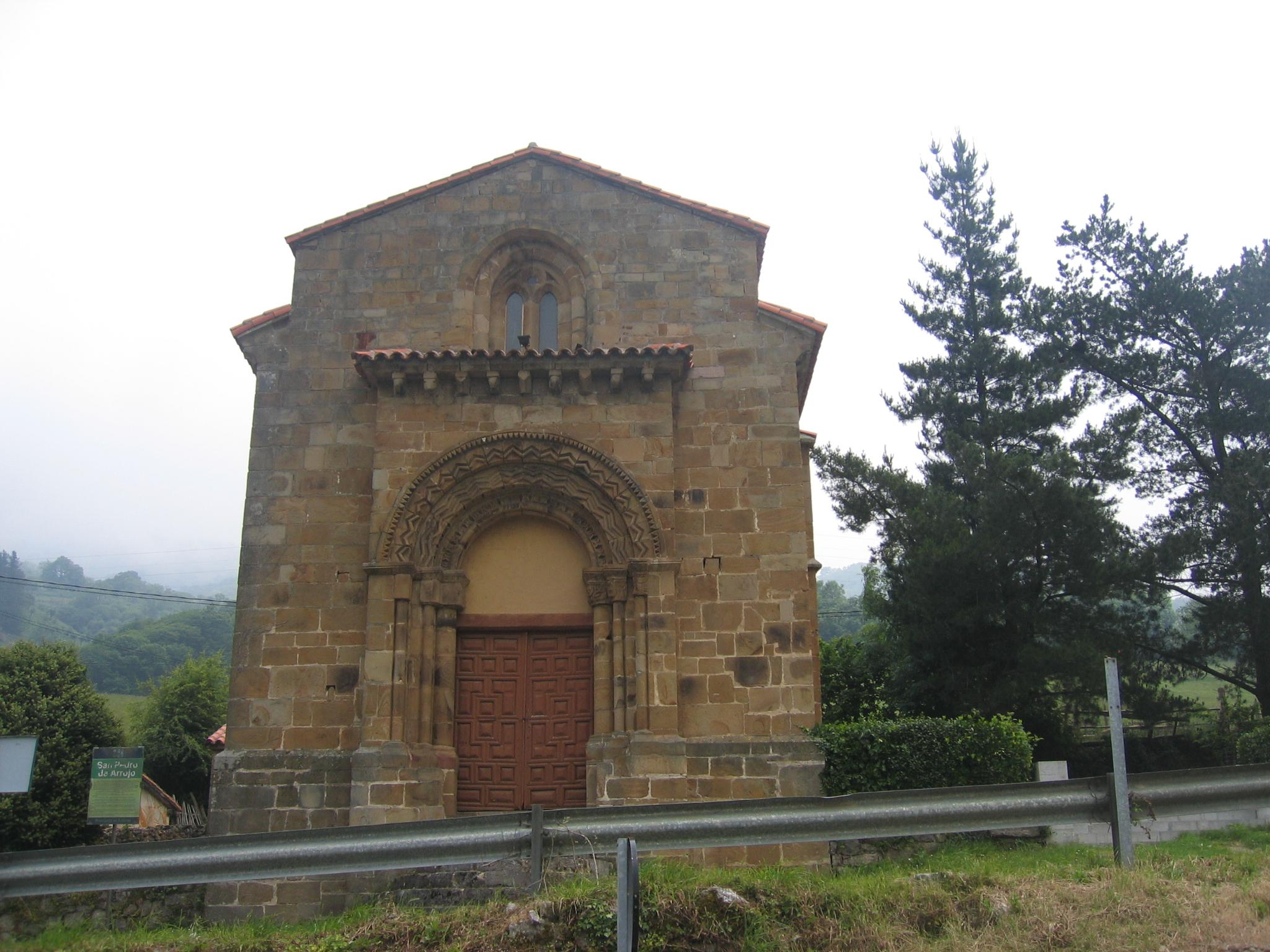
San Pedro de Arrojo en Quirós (Asturias)
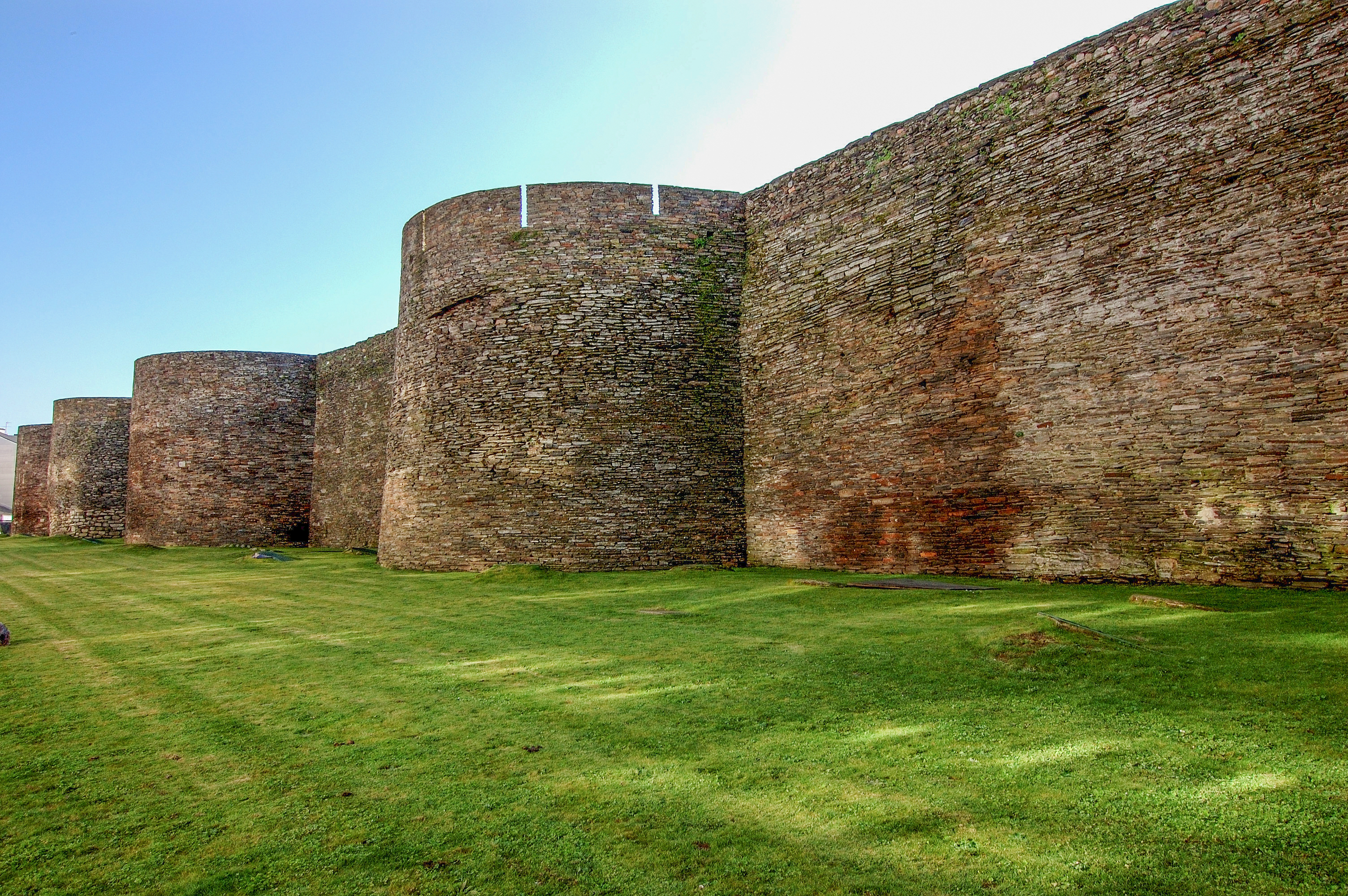
Muralla romana de Lugo